# Manchester United F.C. mùa bóng 1913–14
Mùa giải 1913-14 là mùa giải thứ 22 của Manchester United trong Liên đoàn bóng đá và thứ bảy trong giải Hạng nhất.

## Giải bóng đá hạng nhất (First Division)
| Thời gian            | Đối thủ              | H/A | Tỷ số Bt-Bb | Cầu thủ ghi bàn             | Số lượng khán giả |
| -------------------- | -------------------- | --- | ----------- | --------------------------- | ----------------- |
| 6 tháng 9 năm 1913   | The Wednesday        | A   | 3 – 1       | Turnbull, West, own goal    | 32,000            |
| 8 tháng 9 năm 1913   | Sunderland           | H   | 3 – 1       | Anderson, Turnbull, Whalley | 25,000            |
| 13 tháng 9 năm 1913  | Bolton Wanderers     | H   | 0 – 1       |                             | 45,000            |
| 20 tháng 9 năm 1913  | Chelsea              | A   | 2 – 0       | Anderson, Wall              | 40,000            |
| 27 tháng 9 năm 1913  | Oldham Athletic      | H   | 4 – 1       | West (2), Anderson, Wall    | 55,000            |
| 4 tháng 10 năm 1913  | Tottenham Hotspur    | H   | 3 – 1       | Stacey, Wall, Whalley       | 25,000            |
| 11 tháng 10 năm 1913 | Burnley              | A   | 2 – 1       | Anderson (2)                | 30,000            |
| 18 tháng 10 năm 1913 | Preston North End    | H   | 3 – 0       | Anderson (3)                | 30,000            |
| 25 tháng 10 năm 1913 | Newcastle United     | A   | 1 – 0       | West                        | 35,000            |
| 1 tháng 11 năm 1913  | Liverpool            | H   | 3 – 0       | Wall (2), West              | 30,000            |
| 8 tháng 11 năm 1913  | Aston Villa          | A   | 1 – 3       | Woodcock                    | 20,000            |
| 15 tháng 11 năm 1913 | Middlesbrough        | H   | 0 – 1       |                             | 15,000            |
| 22 tháng 11 năm 1913 | Sheffield United     | A   | 0 – 2       |                             | 30,000            |
| 29 tháng 11 năm 1913 | Derby County         | H   | 3 – 3       | Turnbull (2), Meredith      | 20,000            |
| 6 tháng 12 năm 1913  | Manchester City      | A   | 2 – 0       | Anderson (2)                | 40,000            |
| 13 tháng 12 năm 1913 | Bradford City        | H   | 1 – 1       | Knowles                     | 18,000            |
| 20 tháng 12 năm 1913 | Blackburn Rovers     | A   | 1 – 0       | own goal                    | 35,000            |
| 25 tháng 12 năm 1913 | Everton              | H   | 0 – 1       |                             | 25,000            |
| 26 tháng 12 năm 1913 | Everton              | A   | 0 – 5       |                             | 40,000            |
| 27 tháng 12 năm 1913 | The Wednesday        | H   | 2 – 1       | Meredith, Wall              | 10,000            |
| 1 tháng 1 năm 1914   | West Bromwich Albion | H   | 1 – 0       | Wall                        | 35,000            |
| 3 tháng 1 năm 1914   | Bolton Wanderers     | A   | 1 – 6       | West                        | 35,000            |
| 17 tháng 1 năm 1914  | Chelsea              | H   | 0 – 1       |                             | 20,000            |
| 24 tháng 1 năm 1914  | Oldham Athletic      | A   | 2 – 2       | Wall, Woodcock              | 10,000            |
| 7 tháng 2 năm 1914   | Tottenham Hotspur    | A   | 1 – 2       | Wall                        | 22,000            |
| 14 tháng 2 năm 1914  | Burnley              | H   | 0 – 1       |                             | 35,000            |
| 21 tháng 2 năm 1914  | Middlesbrough        | A   | 1 – 3       | Anderson                    | 12,000            |
| 28 tháng 2 năm 1914  | Newcastle United     | H   | 2 – 2       | Anderson, Potts             | 30,000            |
| 5 tháng 3 năm 1914   | Preston North End    | A   | 2 – 4       | Travers, Wall               | 12,000            |
| 14 tháng 3 năm 1914  | Aston Villa          | H   | 0 – 6       |                             | 30,000            |
| 4 tháng 4 năm 1914   | Derby County         | A   | 2 – 4       | Anderson, Travers           | 7,000             |
| 10 tháng 4 năm 1914  | Sunderland           | A   | 0 – 2       |                             | 20,000            |
| 11 tháng 4 năm 1914  | Manchester City      | H   | 0 – 1       |                             | 36,000            |
| 13 tháng 4 năm 1914  | West Bromwich Albion | A   | 1 – 2       | Travers                     | 20,000            |
| 15 tháng 4 năm 1914  | Liverpool            | A   | 2 – 1       | Travers, Wall               | 28,000            |
| 18 tháng 4 năm 1914  | Bradford City        | A   | 1 – 1       | Thomson                     | 10,000            |
| 22 tháng 4 năm 1914  | Sheffield United     | H   | 2 – 1       | Anderson (2)                | 4,500             |
| 25 tháng 4 năm 1914  | Blackburn Rovers     | H   | 0 – 0       |                             | 20,000            |

| #  | Câu lạc bộ        | Tr | T  | H  | B  | Bt | Bb | Hs  | Điểm |
| -- | ----------------- | -- | -- | -- | -- | -- | -- | --- | ---- |
| 13 | Manchester City   | 38 | 14 | 8  | 16 | 51 | 53 | -8  | 36   |
| 14 | Manchester United | 38 | 15 | 6  | 17 | 52 | 62 | -10 | 36   |
| 15 | Everton           | 38 | 12 | 11 | 15 | 46 | 55 | -9  | 35   |

## FA Cup
| Thời gian           | Vòng đấu | Đối thủ      | H/A | Tỷ số Bt-Bb | Cầu thủ ghi bàn | Số lượng khán giả |
| ------------------- | -------- | ------------ | --- | ----------- | --------------- | ----------------- |
| 10 tháng 1 năm 1914 | Vòng 1   | Swindon Town | A   | 0 – 1       |                 | 18,187            |